# Mikkel Pedersen

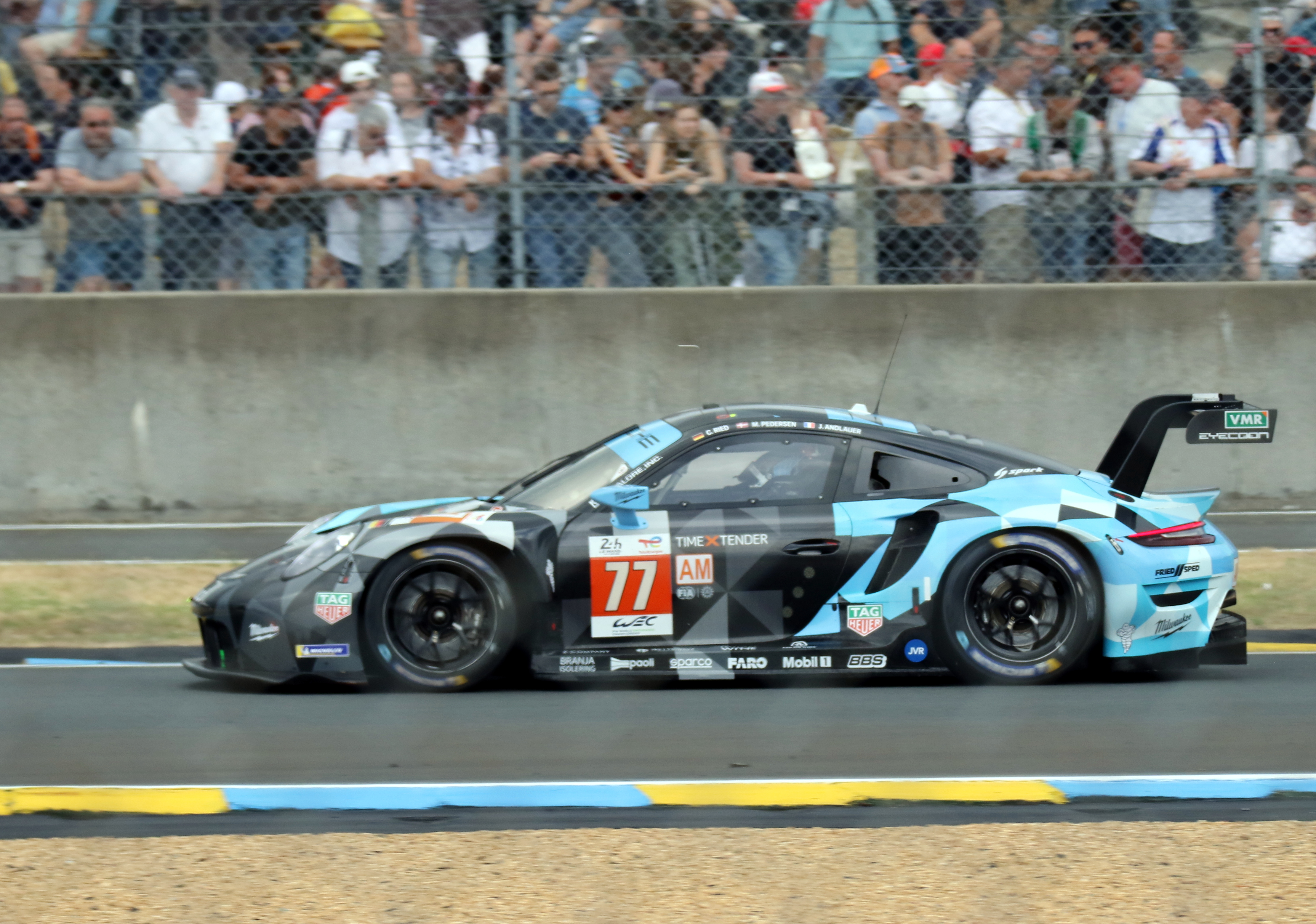
Der von Mikkel Pedersen beim 24-Stunden-Rennen von Le Mans 2023 gefahrene Porsche 911 RSR-19

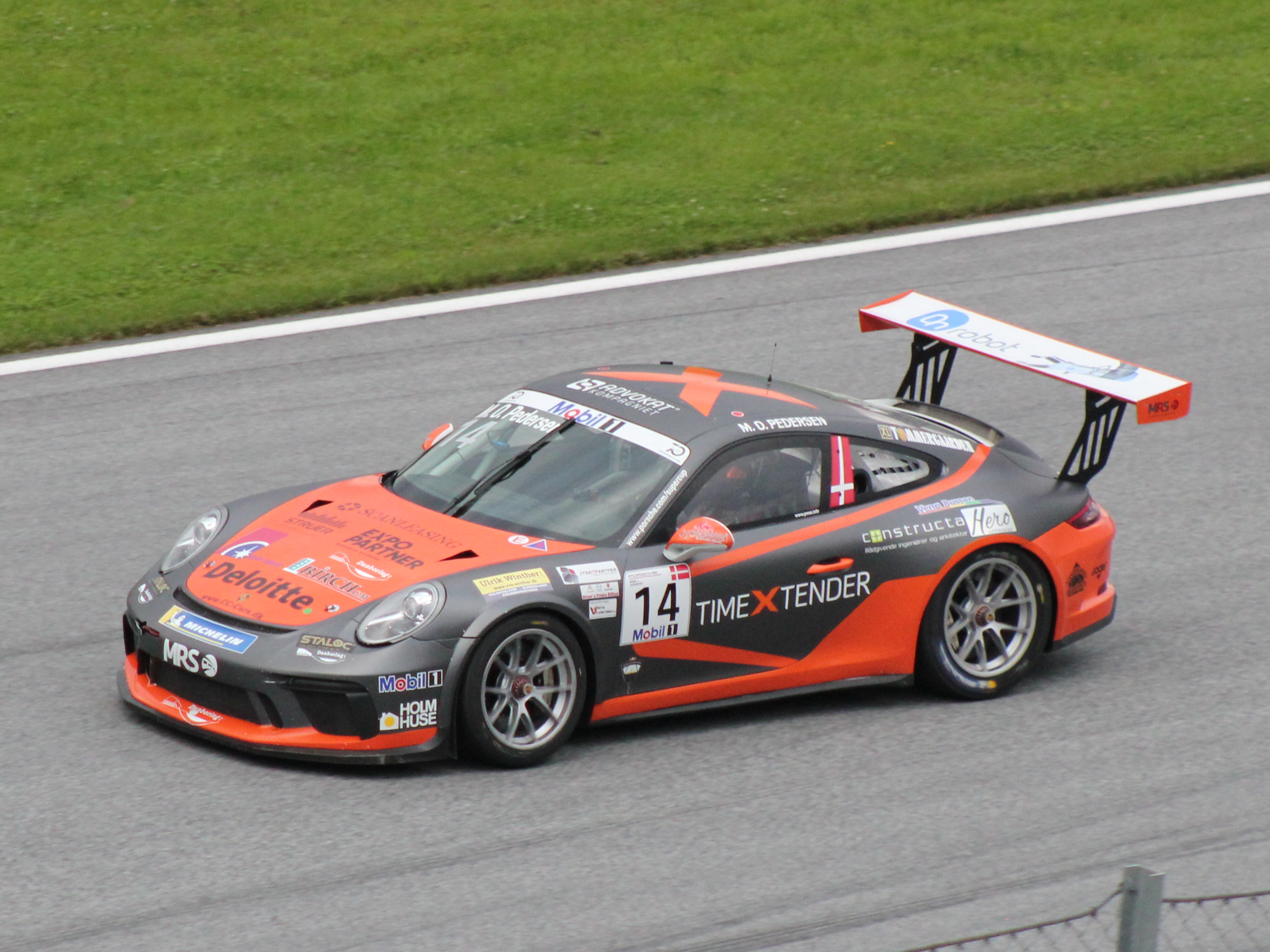
Mikkel Pedersen 2018 im Porsche Supercup am Red Bull Ring

Mikkel Overgaard Pedersen (* 26. Januar 1997) ist ein dänischer Autorennfahrer.

## Karriere als Rennfahrer
Mikkel Pedersen begann seine Fahrerkarriere 2012 in der Rennformel Ford, wo er in der Skandinavischen Meisterschaft und der seines Heimatlands Dänemark teilnahm. Ab 2015 war er im GT-Sport aktiv, fuhr in verschiedenen Porsche-Carrera-Cup-Rennserien und wurde 2020 Zweiter in der Danish Endurance Championship. Mit finanzieller Unterstützung des dänischen Porsche-Generalimporteurs kam er 2022 zum deutschen Rennteam Team Project 1 und ging in der GTE-Am-Klasse der FIA-Langstrecken-Weltmeisterschaft an den Start.
Mit den Partnern Nicolas Leutwiler und Matteo Cairoli gab es im Porsche 911 RSR-19 Ausfälle beim 1000-Meilen-Rennen von Sebring und dem 24-Stunden-Rennen von Le Mans. Beste Platzierung bisher war der 25. Gesamtrang (5. Klassenrang) beim 6-Stunden-Rennen von Spa-Francorchamps.

## Statistik

### Le-Mans-Ergebnisse
| Jahr | Team                  | Fahrzeug           | Teamkollege       | Teamkollege     | Platzierung | Ausfallgrund |
| ---- | --------------------- | ------------------ | ----------------- | --------------- | ----------- | ------------ |
| 2022 | Team Project 1        | Porsche 911 RSR-19 | Nicolas Leutwiler | Matteo Cairoli  | Ausfall     | Motorschaden |
| 2023 | Dempsey-Proton Racing | Porsche 911 RSR-19 | Christian Ried    | Julien Andlauer | Ausfall     | Unfall       |
| 2024 | Proton Competition    | Ford Mustang GT3   | Dennis Olsen      | Giorgio Roda    | Rang 30     |              |

### Einzelergebnisse in der FIA-Langstrecken-Weltmeisterschaft
| Saison | Team                  | Rennwagen          | 1   | 2   | 3   | 4   | 5   | 6   | 7   | 8   |
| ------ | --------------------- | ------------------ | --- | --- | --- | --- | --- | --- | --- | --- |
| 2022   | Projekt 1             | Porsche 911 RSR    | SEB | SPA | LEM | MON | FUJ | BAH |     |     |
| 2022   | Projekt 1             | Porsche 911 RSR    | DNF | 25  | DNF | 24  | 28  | 23  |     |     |
| 2023   | Dempsey-Proton Racing | Porsche 911 RSR-19 | SEB | POR | SPA | LEM | MON | FUJ | BAH |     |
| 2023   | Dempsey-Proton Racing | Porsche 911 RSR-19 | 18  | 27  | 29  | DNF | 22  | 28  | 27  |     |
| 2024   | Proton Competition    | Ford Mustang GT3   | KAT | IMO | SPA | LEM | SAO | AUS | FUJ | BAH |
| 2024   | Proton Competition    | Ford Mustang GT3   | 24  | DNF | 23  | 30  | 31  | DNF | 28  |     |